# Zadobrova
Zadóbrova je nekdaj razloženo, danes pa strnjeno pozidano obcestno naselje v Mestni občini Celje. Nahaja se na ravnini Celjske kotline, na območju nekdanjega gozda Dobrave, severno od avtoceste Hoče - Arja vas.
Prst okoli naselja je ilovnata in rodovitna, zato je bilo naselje v preteklosti kmečko orientirano. Pomembna je obrt. Prebivalci so zaposleni predvsem v Škofji vasi, Ljubečni in Celju.
V Zadobrovi se je rodil pisatelj Anton Novačan.

## Prebivalstvo
Etnična sestava 1991:
- Slovenci: 763 (95,1 %)
- Hrvati: 10 (1,2 %)
- Muslimani: 2
- Jugoslovani: 1
- Ostali: 1
- Neznano: 25 (3,1 %)